# Hassanati Halifa
Hassanati Halifa Saïd, née en janvier 1983 à Dzahadjou Hambou, est une militaire et sportive comorienne.

## Biographie
Hassanati Halifa sert à l'Armée nationale de développement dès 2007 et devient la première femme commando du pays ; elle fait partie du commando de l'assaut amphibie de l'opération Démocratie aux Comores en 2008,. 
Joueuse du Club Maman de Moroni, elle est la capitaine de l'équipe des Comores disputant notamment le second tour des éliminatoires pour le Championnat d'Afrique féminin de football 2014 le 23 mai 2014 contre l'Afrique du Sud,,. 
Elle pratique également le handball (elle est championne des Comores en 2005 et vice-championne des Comores en 2012 avec le Missile Club de Moroni), l'athlétisme (terminant 3e du marathon des Comores 2012) et le basket-ball (terminant 4e des Jeux des îles de l'océan Indien 2003 et remportant le Championnat des Comores en 2018 avec l'UC Moroni).
Elle est également sélectionneuse adjointe de la sélection féminine de football des moins de 17 ans.